# Sindrome di Asperger
La sindrome di Asperger (spesso abbreviata anche in SA) è un'etichetta diagnostica che è stata usata per descrivere un disturbo pervasivo dello sviluppo caratterizzato da una persistente difficoltà nelle interazioni sociali e relazionali, schemi di comportamento ripetitivi e stereotipati, tendenze ossessive, difficoltà empatiche e ad interpretare le emozioni altrui, attività e interessi in alcuni casi ristretti a determinati ambiti.
Dal 2013, con l'introduzione del DSM-5, la sindrome di Asperger non rappresenta più una categoria diagnostica a sé; è stata infatti riunita ad altre tipologie di neurodivergenze, sotto il nome di disturbi dello spettro autistico, e definita come autismo di primo livello di supporto.
La locuzione fu coniata dalla psichiatra britannica Lorna Wing in una rivista medica risalente al 1981 in onore di Hans Asperger, uno psichiatra e pediatra austriaco, il cui lavoro non fu pienamente riconosciuto fino agli anni novanta.
Alcuni tratti di questa sindrome, per come era definita, sono correlati ad altri disturbi, come ad esempio il disturbo non verbale dell'apprendimento (nonverbal learning disorder), la fobia sociale o il disturbo schizoide di personalità.
La sindrome di Asperger non era diagnosticata solo per le caratteristiche proprie, ma anche per una vasta gamma di condizioni di comorbilità (disturbi non dovuti alla sindrome in sé), come depressione, ansia, disturbo ossessivo-compulsivo, disturbo da deficit di attenzione/iperattività, sindrome di Tourette, disprassia e disturbi specifici di apprendimento quali la disgrafia. Diversamente da altre forme di autismo, non comporta ritardi nell'acquisizione delle capacità linguistiche né disabilità intellettive. L'eziologia è ignota.

## Caratteristiche
Come disturbo pervasivo dello sviluppo, la sindrome di Asperger è caratterizzata da un insieme di caratteristiche anziché da una sola. Si presenta innanzitutto con una compromissione qualitativa dell'interazione sociale, modelli comportamentali stereotipati, attività e interessi limitati ma nessun ritardo clinicamente significativo nello sviluppo cognitivo o ritardo generale nel linguaggio. Verbosità unilaterale, prosodia ristretta e goffaggine fisica sono tipici della condizione, ma non sono elementi discriminanti per la diagnosi.  Per l'autismo in genere, è stata osservata una correlazione, al momento attuale inspiegata, tra Asperger e maggiore incidenza della malattia congenita del tessuto connettivo denominata sindrome di Ehlers-Danlos o iper-lassità legamentosa. Nella sindrome è stata osservata anche una diffusione maggiore rispetto ai non Asperger del fenomeno della neotenia (mantenimento di alcune caratteristiche fisiche e psichiche dell'età giovanile) e sebbene ci siano pareri sfavorevoli come Simon Baron-Cohen, aspetto esteriore a volte androgino, spesso senza connotazioni sessuali del termine. Questi tratti possono convivere con l'interesse, manifestato già nei primi anni, verso alcuni comportamenti e argomenti tipici di età più mature, più seri rispetto ai coetanei, specialmente in ambito socio-culturale, per cui l'individuo Asperger può trovarsi spesso in entrambi i casi a disagio con l'età anagrafica. Molte volte sono percepiti solo come eccentrici.
Negli adulti la sessualità può essere complessa, particolare o inusuale rispetto alla maggioranza degli individui; talvolta si possono riscontrare percentuali più alte di asessualità, bisessualità, demisessualità o anche ipersessualità, rispetto a campioni del resto della popolazione.

### L'interazione sociale
La tendenziale carenza di empatia cognitiva dei soggetti con la sindrome (altrimenti detta "mancanza di teoria della mente", da non confondersi con l'empatia affettiva, relativa alla capacità del soggetto di provare emozioni e percepire quelle altrui, che negli individui caratterizzati dalla sindrome non risulta significativamente alterata ed è tipica invece di disturbi diversi come quello antisociale), causa un impatto significativo sugli aspetti della vita comunitaria. L'incapacità di reagire in modo adeguato all'interazione sociale può apparire come una sorta di disprezzo o indifferenza verso i sentimenti altrui e può essere erroneamente interpretata come una forma di insensibilità. Le persone che ne sono affette tuttavia possono talvolta mostrare un inusuale egocentrismo.
Essi accusano difatti difficoltà nelle elementari interazioni sociali, difficoltà che possono comprendere la mancanza di sviluppo di amicizie o il non ricercare gratificazioni o realizzazioni relazionali (per esempio mostrare agli altri oggetti di interesse), un'assenza di reciprocità sociale o emotiva ("giochi" sociali come il dare e prendere) e alterazioni nei comportamenti non verbali in settori come il contatto visivo, nelle espressioni facciali, nella postura e nella gestualità.
Tuttavia le persone con la sindrome di Asperger non mostrano le stesse limitazioni di coloro che hanno altre forme di autismo (per esempio a differenza di questi ultimi sono in grado di approcciarsi socialmente con gli altri, anche se goffamente). Un individuo con la sindrome è in grado di impegnarsi in una conversazione unilaterale, un discorso prolisso su un argomento preferito, mentre fatica a comprendere o riconoscere i sentimenti o le reazioni di chi ascolta, come ad esempio il desiderio di cambiare il tema della conversazione o la volontà di terminare l'interazione. Questo disagio sociale è stato definito "attivo ma strano".
Tuttavia non tutti gli individui con la sindrome di Asperger si relazionano ad altri. Alcuni possono mostrare mutismo selettivo, non rivolgendo la parola alla maggior parte delle persone e interloquendo molto con individui specifici. In sintesi queste persone, volendo relazionarsi con gli altri, ma avendo limitate abilità, hanno difficoltà nel mostrare l'affetto che provano nei modi convenzionali, venendo considerati strani proprio per il loro modo di approcciarsi.
Le capacità cognitive dei bambini con la sindrome spesso permettono di esprimere le norme sociali in un contesto di laboratorio, in cui essi appaiono in grado di dimostrare una comprensione teorica delle emozioni altrui; tuttavia, nelle situazioni della vita reale presentano difficoltà. Il desiderio di compagnia tipico dell'infanzia può risultare diminuito a causa di precedenti fallimenti nelle relazioni con altri coetanei.
L'ipotesi che gli individui con sindrome di Asperger siano predisposti a comportamenti violenti o criminali è stata studiata, ma non ha trovato conferma sperimentale. Altri studi suggeriscono che i bambini con la sindrome siano vittime piuttosto che carnefici. I criminali violenti conosciuti per soffrire di sindrome di Asperger presentavano la comorbilità di altri disturbi mentali, quali il disturbo schizoaffettivo, esattamente come accade per chi non è Asperger.
Le persone con la sindrome di Asperger sono più facilmente soggette a forme depressive rispetto alla popolazione generale e a una maggior probabilità di ideazione suicidaria, spesso concorrendo a creare nella loro interiorità un coacervo di contraddizioni. Spesso possono soffrire anche di: disturbo non verbale dell'apprendimento, fobia sociale, ADHD, disturbi d'ansia, disturbo ossessivo-compulsivo, disturbo schizoide di personalità.

### Interessi e comportamenti ripetitivi
Gli individui con sindrome di Asperger mostrano interessi e attività limitati e ripetitivi, talvolta anormalmente intensi o che implicano un'esagerata concentrazione. Possono seguire routine inflessibili, presentando frustrazione alla minima variazione, comportarsi in modi stereotipati e ripetitivi.
Il perseguimento di specifiche e ristrette aree di interesse è una delle caratteristiche più predominanti della sindrome. I bambini Asperger talvolta possono raccogliere volumi di informazioni dettagliate su un argomento relativamente ristretto, come i dati meteo o i nomi delle stelle, senza che necessariamente abbiano una reale comprensione di un tema più ampio. Ad esempio, un bambino potrebbe memorizzare i codici dei vari modelli di fotocamere senza però avere nessun interesse verso la fotografia. Questo comportamento è di solito evidente all'età di 5 o 6 anni. Anche se questi particolari interessi possono cambiare di volta in volta, in genere diventano sempre più insoliti e strettamente focalizzati e spesso dominano l'interazione sociale, tanto che l'intera famiglia può risultarne coinvolta. Poiché spesso argomenti dal campo ristretto catturano l'interesse dei bambini, questo sintomo può anche non essere riconosciuto.
I comportamenti motori stereotipati e ripetitivi sono una caratteristica fondamentale della sindrome con rilevanza diagnostica e sono chiamati stimming. Essi comprendono i movimenti della mano, come lo sbattimento o torsioni e movimenti complessi dell'intero corpo. Questi sono in genere ripetuti più a lungo e più volontariamente rispetto ai tic, che solitamente sono più veloci, meno ritmici e meno simmetrici.
Secondo il test diagnostico Adult Asperger Assessment (AAA), una mancanza di interesse nella narrativa è comune tra gli adulti con la sindrome.

### Capacità di dialogo
Anche se gli individui con la sindrome di Asperger acquisiscono competenze linguistiche senza significativo ritardo e la loro capacità di dialogare è generalmente priva di anomalie significative, l'utilizzo del linguaggio risulta spesso atipico. Si riscontra una certa verbosità, transizioni brusche a livello di argomenti e di concetti espressi, interpretazioni letterali delle parole degli interlocutori e incomprensione delle sfumature del linguaggio, uso di metafore non significative per l'interlocutore (al quale spesso risultano di scarsa o nulla comprensione), deficit di attenzione uditiva, dialogo insolitamente pedante, discorso formale o idiosincratico e anomalie nel volume, nel tono e nell'intonazione della voce, nella prosodia e nel ritmo. Anche l'ecolalia è stata osservata in alcuni individui con la sindrome.
Tre aspetti della comunicazione verbale sono di interesse clinico: prosodia povera, linguaggio tangenziale (che incomincia perseguendo un obiettivo per poi disperdersi) e circostanziale, marcata verbosità. Sebbene l'inflessione e l'intonazione della voce possano essere meno rigide o monotone rispetto all'autismo, le persone con Asperger spesso presentano una gamma limitata di intonazione: il discorso può essere insolitamente veloce, a scatti o forte. La comunicazione verbale può trasmettere un senso di incoerenza; lo stile colloquiale spesso include monologhi su argomenti che non consentono all'ascoltatore di comprendere il contesto o che manifestano pensieri, emozioni o sensazioni generalmente filtrati nella comunicazione tra soggetti non Asperger. Gli individui con la sindrome possono non riuscire a rilevare se l'ascoltatore sia interessato o coinvolto nella conversazione. I tentativi da parte dell'interlocutore di focalizzare il dibattito sul contenuto o sulla logica del discorso o di cambiare argomento sono spesso senza successo.
I bambini con la sindrome possono avere un vocabolario insolitamente sofisticato per la loro età, ma hanno difficoltà a comprendere il linguaggio figurato e tendono a usare un linguaggio letterale. Inoltre, sembrano avere particolari carenze in alcuni settori come: l'umorismo, l'ironia, la derisione e il sarcasmo. Anche se gli individui con la sindrome di solito comprendono la base dell'umorismo, sembrano mancare della comprensione dell'intento umoristico e non riescono a condividere il divertimento con gli altri.
Nonostante ci siano prove di ridotto apprezzamento dell'umorismo, esistono numerose evidenze aneddotiche di umorismo in soggetti con la sindrome di Asperger che sfidano alcune teorie psicologiche sull'Asperger e sull'autismo.

### Movimenti e percezione sensoriale
I soggetti con sindrome di Asperger possono presentare segni o sintomi, che non sono di rilevanza diagnostica, ma possono esserlo per loro stessi o il nucleo familiare. Tra questi vi possono essere differenze nella percezione e problemi nelle capacità motorie, nel sonno e nella sfera emozionale.
Spesso mostrano eccellenti doti uditive e di percezione visiva. I bambini con disturbi dello spettro autistico spesso dimostrano una maggiore capacità di percepire piccoli cambiamenti negli oggetti e nelle immagini a loro ben noti. Gli individui con sindrome di Asperger possono avere doti particolari in alcune specifiche attività, che coinvolgono la percezione visuo-spaziale, la percezione uditiva o la memoria visiva. Essi possono essere, ad esempio, particolarmente sensibili o insensibili al suono, alla luce e ad altri stimoli; tuttavia queste risposte sensoriali particolari si possono riscontrare anche in altri disturbi dello sviluppo e non sono specifici né dell'Asperger né dell'autismo.
Nelle descrizioni iniziali di Hans Asperger e negli altri criteri diagnostici sviluppati vi sono descrizioni di goffaggine fisica. I bambini con la sindrome possono avere dei ritardi nell'acquisire competenze che richiedono destrezza motoria, come andare in bicicletta o aprire un barattolo, e possono sembrare goffi nei movimenti o sentirsi "a disagio nella propria pelle". Essi possono avere una scarsa coordinazione o un'andatura e postura non simmetrica. Inoltre spesso si riscontra una brutta grafia e problemi di integrazione visivo-motoria. Possono mostrare problemi di propriocezione (la sensazione della posizione del corpo), disordine dello sviluppo della coordinazione e scarso equilibrio. Malgrado l'assenza di prove circa il collegamento di tali difficoltà motorie con quelle riscontrabili in soggetti con autismo, è accertato che i suddetti problemi possano risultare d'impedimento nella pratica sportiva: oltre all'eventuale complicazione circa i movimenti, il rendimento agonistico dell'Asperger in discipline collettive può venire influenzato dal «sovraccarico sensoriale» e dalla necessità di tener conto di una pluralità di fattori (come i movimenti dei compagni e il rumore del pubblico). Migliori risultati si riscontrano negli sport individuali - come discipline motoristiche, golf, tennis o arti marziali - grazie alla possibilità di allenamento in solitaria, alla ripetitività dei movimenti e alla concentrazione profusa dal soggetto. Vi sono inoltre noti esempi di atleti affetti dalla sindrome.
I bambini con la sindrome di Asperger hanno una maggiore probabilità di avere problemi di sonno, inclusa la difficoltà ad addormentarsi, frequenti risvegli notturni e risvegli alla mattina presto. Inoltre, la condizione è associabile anche ad alti livelli di alessitimia, che consiste nella difficoltà a identificare e descrivere le proprie emozioni. Nonostante si riscontri una correlazione tra bassa qualità del sonno e alessitimia, la loro mutua relazione non è chiara.

## Diagnosi
I criteri diagnostici standard richiedono che si riscontri nel soggetto una compromissione dell'interazione sociale e dei modelli comportamentali, e interessi ripetitivi e stereotipati senza che vi sia un ritardo significativo nel linguaggio o nello sviluppo cognitivo. A differenza degli standard internazionali, i criteri del DSM-IV-TR richiedono che vi sia anche una significativa compromissione della vita quotidiana. Nel 2013 il DSM-5 ha escluso la sindrome di Asperger come diagnosi separata e l'ha classificata insieme ai disturbi dello spettro autistico. Altri criteri di classificazione diagnostica sono stati proposti da Szatmari et al. e da Gillberg & Gillberg.
La diagnosi viene formulata generalmente tra i quattro e gli undici anni di età. Una valutazione completa comporta il lavoro di un team multidisciplinare e comprende una valutazione neurologica e genetica, nonché test cognitivi, test per la funzione psicomotoria, identificazione dei punti di forza e di debolezza verbali e non verbali, valutazione dello stile di apprendimento e delle competenze nella vita indipendente. Il gold standard nella diagnosi di sindrome di Asperger combina un giudizio clinico con l'Autism Diagnostic Interview-Revised, una intervista semi-strutturata ai genitori e l'Autism Diagnostic Observation Schedule, un dialogo basato sul gioco con il bambino.
Una diagnosi errata o ritardata può essere traumatica sia per gli individui sia per le loro famiglie: può per esempio portare alla prescrizione di farmaci che peggiorano il comportamento. A molti bambini con sindrome di Asperger può essere diagnosticato inizialmente un erroneo disturbo da deficit di attenzione/iperattività (ADHD).
La diagnosi sugli adulti è più difficile, perché i criteri diagnostici standard sono pensati per i bambini. La diagnosi nell'adulto, pertanto, richiede un esame clinico accurato e l'acquisizione della storia medica completa sia attraverso il paziente sia intervistando le persone che lo hanno conosciuto, concentrandosi sul comportamento tenuto durante l'infanzia. Le condizioni che devono essere considerate in una diagnosi differenziale sono la schizofrenia, l'ADHD, il disturbo ossessivo-compulsivo, il disturbo depressivo maggiore, il disturbo semantico-pragmatico del linguaggio, il disturbo non verbale dell'apprendimento, la sindrome di Tourette, il disturbo da movimenti stereotipati, il disturbo bipolare e deficit socio-cognitivi dovuti a danni al cervello da abuso di alcool.
La sottodiagnosi e la sovradiagnosi sono problemi che si riscontrano in casi marginali. Il costo e la difficoltà dello screening possono ritardare la diagnosi. Al contrario, la crescente popolarità delle varie opzioni di trattamento farmacologico e la loro efficacia ha portato a sovradiagnosticare la condizione. Vi sono studi che dimostrano che la sindrome di Asperger è stata diagnosticata più frequentemente negli ultimi anni, in parte come una diagnosi differenziale per i bambini di intelligenza normale, non con autismo ma con difficoltà sociali.

### Definizione del DSM-IV
La sindrome di Asperger è stata definita nel Manuale statistico e diagnostico dei disturbi mentali (DSM-IV) nella sezione 299.80 come:
1. Difficoltà qualitative nel rapporto sociale, manifestandosi con almeno due tra le seguenti:
  1. Difficoltà marcata nell'uso di comportamenti non verbali multipli, come il guardarsi negli occhi, le espressioni facciali, la postura corporea e i movimenti per regolare le interazioni sociali;
  2. Impossibilità a sviluppare relazioni appropriate tra persone di pari livello;
  3. Mancanza di ricerca spontanea di condividere divertimenti, interessi, o obiettivi con altre persone (difficoltà nel mostrare, portare o indicare oggetti d'interesse alle altre persone);
  4. Mancanza di reciprocità sociale ed emotiva;
2. Modelli di comportamento stereotipati e ripetitivi, manifestati da almeno uno dei seguenti:
  1. Raggiungimento di un'occupazione mentale con uno o più modelli stereotipati e ristretti d'interesse, che sia anormale nell'intensità e nell'attenzione;
  2. Aderenza apparentemente inflessibile a specifici rituali o comportamenti non necessari;
  3. Movimenti corporei stereotipati e ripetitivi (come agitare mani e dita o altri movimenti);
  4. Persistente ed eccessivo interesse per parti di oggetti;
3. Il disturbo crea difficoltà notevoli nelle aree sociali, professionali o altre aree d'importanza notevole per la vita di tutti i giorni;
4. Non esiste un significativo ritardo nelle abilità linguistiche;
5. Non esiste un significativo ritardo nello sviluppo cognitivo o nelle capacità appropriate all'età di aiutarsi e di avere un comportamento adatto alle circostanze (tranne che nelle interazioni sociali) e curiosità per l'ambiente esterno nell'infanzia;
6. Non ci sono motivi di ritenere che si tratti di una forma di schizofrenia o di un altro disturbo pervasivo dello sviluppo.

Una serie di studi ha supportato l'idea che ci sono pochi casi nei quali i pazienti possono rientrare nei criteri del DSM-IV. I pazienti tipicamente mostrano difficoltà comunicative, il che li qualifica per una diagnosi di autismo e non di sindrome d'Asperger.
Dal 2013 la diagnosi di sindrome di Asperger è stata tolta dal DSM come condizione separata ma classificata insieme ai disturbi dello spettro autistico.

### Screening
In genere i genitori dei bambini con sindrome di Asperger possono notare differenze nello sviluppo dei loro figli già dai 30 mesi di età. Uno screening dello sviluppo nel corso di un controllo di routine da parte di un medico di medicina generale o di un pediatra può identificare segni che suggeriscono ulteriori indagini. La diagnosi della sindrome è complessa e solitamente si utilizzano diversi strumenti di analisi, tra cui la Asperger Syndrome Diagnostic Scale (ASDS), l'Autism Spectrum Screening Questionnaire (ASSQ), la Childhood Autism Spectrum Test (CAST), la Gilliam Asperger's disorder scale (GADS), il Krug Asperger's Disorder Index (KADI) e l'Autism-Spectrum Quotient (AQ). Nessuno di questi strumenti si è dimostrato affidabile per distinguere la sindrome di Asperger dagli altri disordini dello spettro autistico.

### Relazioni con l'autismo
Negli anni quaranta, Leo Kanner e Hans Asperger, lavorando indipendentemente negli Stati Uniti e in Europa, identificarono essenzialmente la stessa popolazione, con un po' più di funzionalità sociale in quella di Asperger rispetto a quella di Kanner.
Gli esperti sono generalmente d'accordo sul fatto che non esista una singola condizione mentale chiamata autismo. Piuttosto, il dibattito scientifico si è focalizzato sulla differenziazione di disturbi con differenti forme autistiche, che occupano varie posizioni all'interno della stessa gamma (i cosiddetti "disturbi dello spettro autistico").

### Definizione del DSM-5
La sindrome è stata rivista anche nel DSM-5. I criteri aggiornati riguardano:
- Comunicazione sociale e reciprocità sociale (tutte e tre):

1. Deficit nella comunicazione della reciprocità sociale ed emotiva;
2. Deficit nella comunicazione non verbale usata a scopo sociale;
3. Deficit nella creazione e mantenimento di legami sociali adeguatamente al livello generale di sviluppo;

- Interessi ristretti e ripetitivi (almeno due):

1. Uso stereotipato dei movimenti, del linguaggio o degli oggetti
2. Eccessiva aderenza a routine, rituali motori o verbali e/o resistenza al cambiamento
3. Fissazione per interessi particolari o ristretti in modo anormale nella durata o nell'intensità;
4. Iper o Ipo reattività agli stimoli sensoriali o inusuale interesse per particolari dettagli dell’ambiente.

- Severità:
  1. Livello 3:
    1. Richiede supporto continuativo e sostanziale;
    2. Deficit comunicativi e relazionali gravi, iniziativa sociale e risposta agli stimoli molto limitata;
    3. La fissazione e le stereotipie creano problemi gravi di funzionamento in tutte le sfere della vita. Stress marcato quando interrotti ed è quasi impossibile sviare l’attenzione.

  2. Livello 2:
    1. Richiede supporto sostanziale;
    2. Deficit comunicativi e relazionali presenti anche quando supportato, iniziativa sociale bassa e risposta agli stimoli sociali non normale;
    3. La fissazione e le stereotipie appaiono visibilmente a un osservatore esterno. Stress quando interrotti ed è difficile sviare l’attenzione.

  3. Livello 1:
    1. Richiede supporto;
    2. Deficit comunicativi e relazionali senza supporto, iniziativa sociale e risposta bizzarra, sembra avere un ridotto interesse per la comunicazione sociale;
    3. La fissazione e le stereotipie creano problemi. Resistenza all'interruzione o al cambio dell'attenzione.

## Eziologia

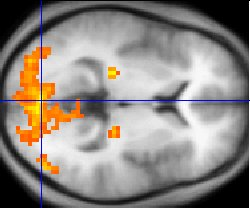
La risonanza magnetica funzionale fornisce alcune evidenze del ruolo dei neuroni specchio nell'eziologia della sindrome di Asperger

Al 2022, le cause della sindrome di Asperger non sono ancora chiare. Tra le molte teorie in competizione tra loro figurano la "teoria della sottoconnettività", sviluppata da scienziati cognitivisti dell'Università Carnegie Mellon e dell'Università di Pittsburgh, la "teoria Neanderthal", la "teoria del cervello estremamente maschile" (Simon Baron-Cohen), la "teoria della mente" e la "teoria dell'autismo preoperativo".
Secondo la teoria dell'autismo preoperativo, le persone con autismo si trovano bloccate neurologicamente allo stadio preoperativo dello sviluppo cognitivo, dove gran parte dell'elaborazione delle informazioni è a un livello olistico visuale e largamente non verbale e musicale. A livello di teoria della mente i bambini, ancora allo stadio preoperativo di sviluppo cognitivo, non hanno raggiunto la decentralizzazione dall'egocentrismo.
La teoria della sotto-connettività considera l'autismo un disturbo globale del cervello, che restringe la coordinazione e l'integrazione tra le sue varie parti. Le persone che soffrono di autismo e di disturbi simili presentano uno sviluppo funzionale in campi come l'analisi logica e le capacità linguistiche, ma sono immaturi socialmente e talvolta neuro-fisiologicamente più giovani della loro età.
L'inondazione di informazioni visuali, conseguenza dello sviluppo delle tecnologie dell'informazione, favorirebbe lo sviluppo delle aree cerebrali preposte all'elaborazione delle immagini a scapito di quelle preposte alla comunicazione non-verbale e verbale (come nell'autismo classico). Un'altra ricerca indica che all'origine della sindrome vi sarebbe una maggior mole di informazioni elaborate in ogni momento dal cervello. Ciò sembrerebbe confermare la teoria secondo cui all'origine vi sarebbe un mancato ridimensionamento selettivo delle connessioni assoniche a partire dai 2 anni di età.

## Comorbilità con disturbi fisici
Come per l'autismo, per motivi ignoti si riscontra una maggiore familiarità con disturbi quali amminoacidouria e lassità legamentosa (es. sindrome di Ehlers-Danlos, una patologia del collagene).

## Prognosi
Al 2020, non esistono studi che affrontano la prognosi a lungo termine delle persone con sindrome di Asperger e non vi sono studi di follow-up sistematici a lungo termine. Gli individui con la sindrome sembrano avere un'aspettativa di vita normale ma hanno una maggiore prevalenza di condizioni psichiatriche di comorbilità, come il disturbo depressivo e il disturbo d'ansia che possono influenzare significativamente la prognosi. Anche se la compromissione sociale può esserci per tutta la vita, il risultato è generalmente più favorevole rispetto alle persone con altri disturbi dello spettro autistico; la maggior parte degli studenti con sindrome di Asperger presentano una capacità matematica media rispetto ai test di intelligenza generale; tuttavia alcuni sono dotati in questa disciplina e la sindrome non ha impedito ad alcuni adulti di raggiungere importanti risultati, come Vernon Smith che ha vinto il Premio Nobel per l'economia.
Anche se molti frequentano i regolari programmi scolastici, alcuni bambini con la sindrome di Asperger possono richiedere servizi di educazione speciale a causa delle loro difficoltà sociali e comportamentali. Gli adolescenti possono presentare difficoltà nella cura di se stessi, nell'organizzazione, disturbi nelle relazioni sociali e sentimentali. Nonostante un alto potenziale cognitivo, la maggior parte dei giovani adulti con la sindrome restano a casa, ma alcuni si sposano e vivono indipendentemente. L'ansia può derivare da preoccupazioni su possibili violazioni della routine, del trovarsi in una situazione senza che vi sia stata una pianificazione trasparente o dalla preoccupazione di avere incontri sociali; lo stress risultante può manifestarsi come disattenzione, ritiro, ricorso a ossessioni, iperattività o comportamenti aggressivi o di opposizione. La depressione è spesso il risultato della frustrazione cronica dovuta ai ripetuti fallimenti nella vita sociale e possono svilupparsi altri disturbi dell'umore, che richiedono un trattamento. L'esperienza clinica suggerisce che nelle persone affette da sindrome di Asperger il tasso di suicidio può essere più elevato, ma ciò non è stato confermato da studi sistematici.
La formazione delle famiglie è fondamentale nello sviluppo di strategie per comprendere i punti di forza e di debolezza: aiutare la famiglia migliora i risultati nei bambini. La prognosi può essere migliore anche se la diagnosi viene formulata in età più giovane, permettendo interventi precoci, mentre gli interventi in età adulta sono sempre utili ma meno efficaci.
Essendo una condizione legata all'architettura dei circuiti neuronali, e non alla chimica sinaptica, non sono utili le terapie farmacologiche, se non finalizzate alla repressione delle comorbilità (depressione, ansia, disturbo ossessivo-compulsivo).

## Società e cultura
Il termine "neurotipico" descrive una persona il cui sviluppo e stato neurologico sono tipici ed è spesso usato per riferirsi a persone senza l'autismo. Internet ha permesso agli individui con sindrome di Asperger di comunicare e condividere la loro diversità in un modo che prima non era possibile per via della loro rarità e dispersione geografica. Siti Internet, come Wrong Planet, hanno reso più facile la connessione tra le persone.
Le persone con autismo spesso percepiscono la loro condizione come una semplice complessità mentale superiore al normale, piuttosto che come una malattia vera e propria. I fautori di questa visione rifiutano l'idea che vi sia una configurazione "ideale" del cervello e che qualsiasi deviazione dalla norma sia patologica; essi, al contrario, promuovono la tolleranza (intesa anche come evitamento del concetto di "patologia") per ciò che definiscono "neurodivergenza". Questi punti di vista sono la base per l'ideazione e la promozione di diritti delle persone con autismo e di movimenti a tutela dell'autismo. Vi è un contrasto tra l'atteggiamento degli adulti con la sindrome di Asperger, che in genere non vogliono essere guariti e i genitori dei bambini con la stessa diagnosi che in genere cercano assistenza e cura per i loro figli.
Alcuni ricercatori hanno sostenuto che la sindrome di Asperger può essere vista come uno stile cognitivo diverso e non come una malattia e dunque che dovrebbe essere rimossa dal Manuale diagnostico e statistico dei disturbi mentali, come era accaduto per l'omosessualità. In un documento del 2002, Simon Baron-Cohen ha scritto: «Nel mondo sociale, non vi è un grande beneficio per un occhio preciso per i dettagli ma, ad esempio, nel mondo della matematica, informatica, catalogazione, della musica, della linguistica, dell'ingegneria e della scienza, una forte attenzione ai dettagli può portare al successo». Baron-Cohen sostiene che la combinazione tra sindrome di Asperger e abilità ha prodotto persone geniali, che hanno dato un contributo notevole alla storia umana. Ciò ha portato molti a ipotizzare una relazione fra la sindrome di Asperger e la genialità.
La Giornata Mondiale della Sindrome di Asperger si celebra il 18 febbraio, ricorrenza dell'anniversario di nascita del pediatra austriaco.